# Rekonziliation
Die Rekonziliation (vom lat. reconciliatio: „Wiederherstellung, Versöhnung“) ist ein Begriff aus dem katholischen Kirchenrecht mit zwei ähnlichen Bedeutungen: Zum einen die Wiederheiligung einer geschändeten Kirche durch eine neue Weihe, zum anderen das Aufheben einer Exkommunikation und Wiederaufnahme des Betroffenen in die sakramentale Gemeinschaft der Kirche.
In den frühen christlichen Gemeinden war es üblich, Sünder von der Gemeinde und der Teilnahme am Gottesdienst auszuschließen. Ihnen wurden bestimmte Bußen auferlegt, bevor sie nach einer bestimmten Zeit wieder in die Gemeinschaft aufgenommen wurden. 